# 2023 CX1
2023 CX1, désignation temporaire Sar2667, est un astéroïde/météoroïde de taille métrique qui est entré dans l'atmosphère terrestre le 13 février 2023 à 3 h 0 UTC et s'y est désintégré en produisant un bolide au-dessus de la Manche, près des côtes normandes, en France,. Il a été découvert sept heures avant l'impact par l'astronome hongrois Krisztián Sárneczky, à la station Piszkéstető de l'observatoire Konkoly dans les montagnes Mátra, en Hongrie. Avant son impact, 2023 CX1 était un astéroïde proche de la Terre sur une orbite de type Apollon croisant l'orbite de la Terre.

## Découverte
Krisztián Sárneczky a photographié pour la première fois 2023 CX1 le 12 février 2023 à 20 h 18 UTC, alors qu'il était à moins de 233 000 kilomètres (0,61 distance lunaire) de la Terre. Lors de sa découverte, l'astéroïde se déplaçait rapidement dans le ciel de l'hémisphère nord à une vitesse angulaire de 14 secondes d'arc par minute, avec une vitesse radiale de 9 km/s vers la Terre et une magnitude apparente initiale de 19,4. Le reconnaissant comme un candidat objet proche de la Terre, Sárneczky lui a donné la désignation temporaire Sar2667 et a signalé la découverte à la page de confirmation des objets proches de la Terre (NEOCP) du Centre des planètes mineures, appelant à un suivi supplémentaire par d'autres observatoires du monde entier. L'observatoire de Višnjan à Tičan, en Croatie, a observé l'astéroïde à partir de 21 h 3 UTC et a confirmé qu'il se dirigeait vers un impact avec la Terre.
Le météoroïde a été observé pour la dernière fois le 13 février 2023 à 2 h 46 min 55 s UTC par l'observatoire Rantiga (d) à Tincana, en Italie, à peine 13 minutes avant l'impact et trois minutes avant qu'il n'entre dans l'ombre de la Terre et ne devienne invisible à 2 h 50 UTC. 2023 CX1 était alors à environ 14 500 kilomètres du centre de la Terre (8 100 kilomètres d'altitude).
Au moment de la publication de la MPEC 2023-C103, officialisant la découverte de 2023 CX1, 21 observatoires avaient observé l'astéroïde et soumis des données d'astrométrie du météoroïde avant l'impact au Centre des planètes mineures.

## Impact

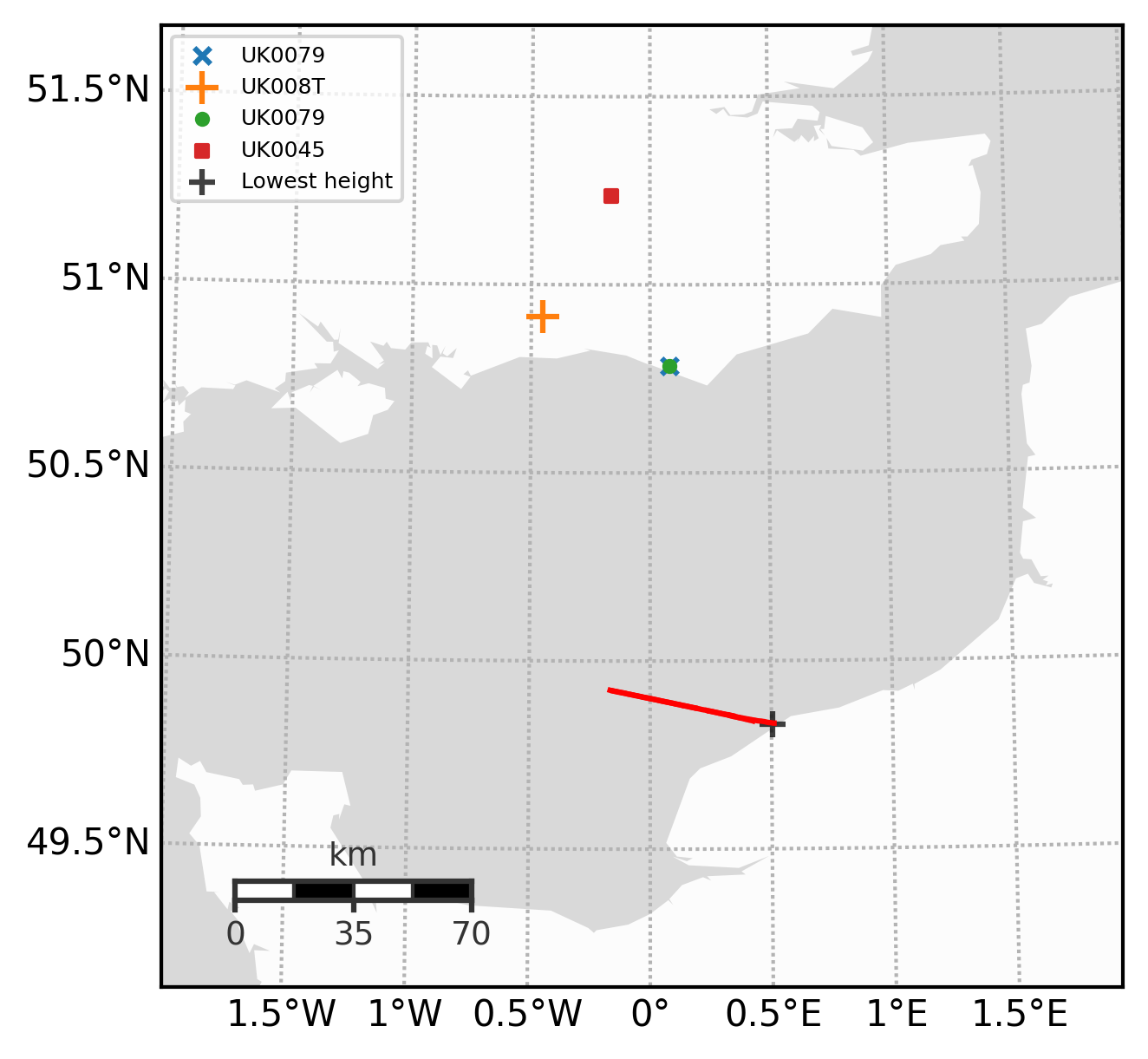
Trajectoire de vol de 2023 CX, partant de la Manche et se terminant sur les côtes normandes.

2023 CX1 est entré dans l'atmosphère terrestre à 3 h 0 UTC et s'est déplacé vers l'est au-dessus des côtes normandes, en France, le long de la Manche, tombant avec une inclinaison de 40 à 50° par rapport à la verticale. Comme il a subi une traînée atmosphérique lors de son entrée à grande vitesse, il a produit un bolide brillant qui a été vu par des témoins du nord de la France, de Grande-Bretagne, de Belgique et des Pays-Bas.
2023 CX1 est le septième astéroïde découvert avant son impact sur la Terre. Il s'agit également de la deuxième découverte de ce type par Krisztián Sárneczky, après 2022 EB5 qu'il a découvert en mars 2022.

## Météorites

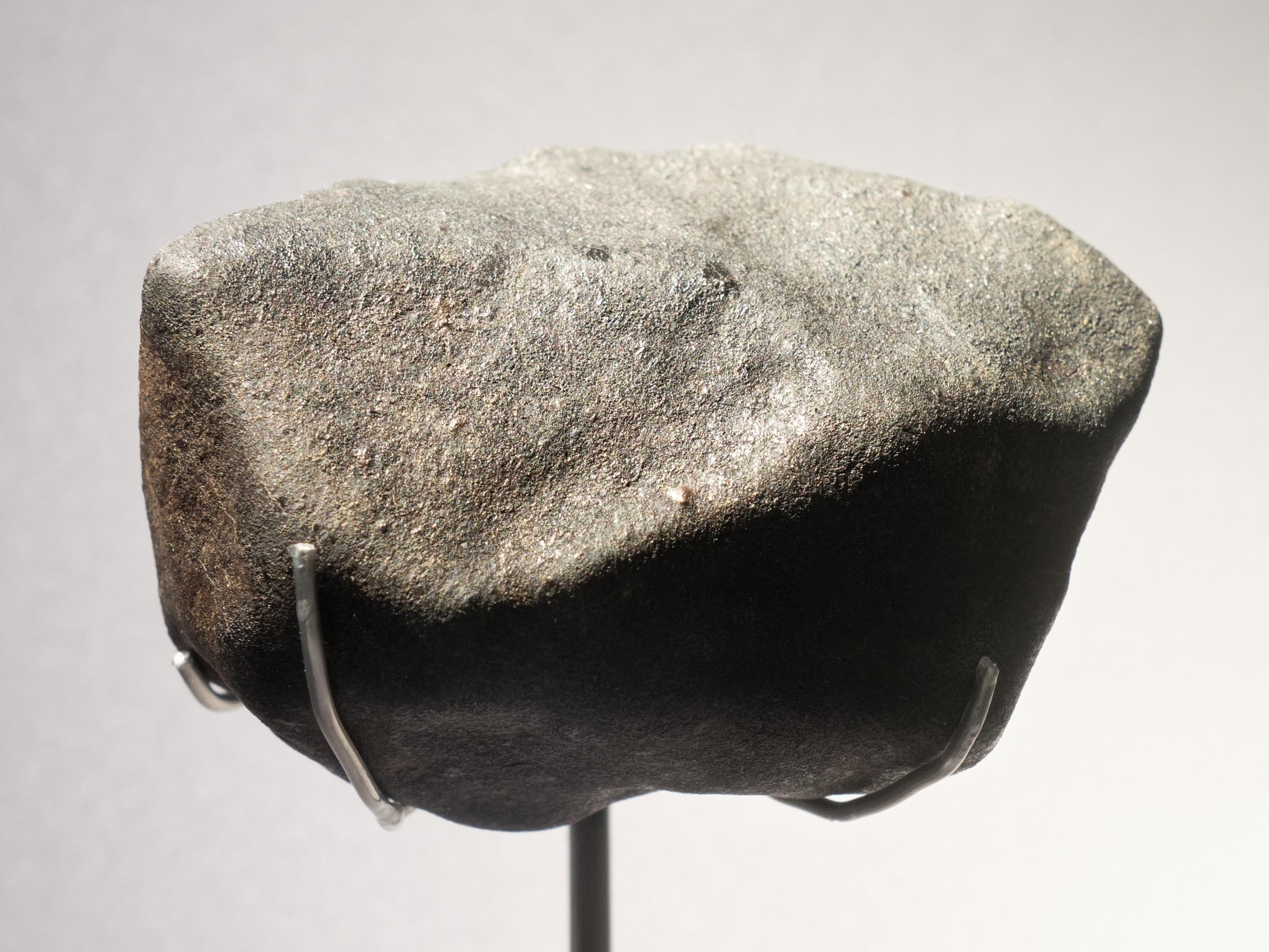
Masse principale de la météorite de Saint-Pierre-le-Viger, galerie de Minéralogie et de Géologie.

Une météorite issue de 2023 CX1 est trouvée dans un champ de la commune de Saint-Pierre-le-Viger (Seine-Maritime) le 15 février 2023 par Loïs Leblanc, une étudiante en école d'art de 18 ans, dans le cadre d'une recherche sur le terrain organisée par FRIPON/Vigie-ciel.
Après de nombreux calculs de trajectoires et de zones de chute, des chercheurs du programme FRIPON/Vigie-Ciel ont ainsi mobilisé le réseau associé pour mettre en place une recherche sur le terrain, en quête de fragments résiduels de météorites provenant de l'astéroïde. Un premier fragment d'au moins 90 g a été retrouvé, puis 11 autres météorites entre 2 et 24 g dans les jours qui suivirent.